# Quixexeus
Os quixexeus foram um grupo indígena, atualmente considerado extinto, que habitava no século XVIII o estado brasileiro do Ceará, mais precisamente às margens do rio Jaguaribe.